# Rdzawka (dolina)

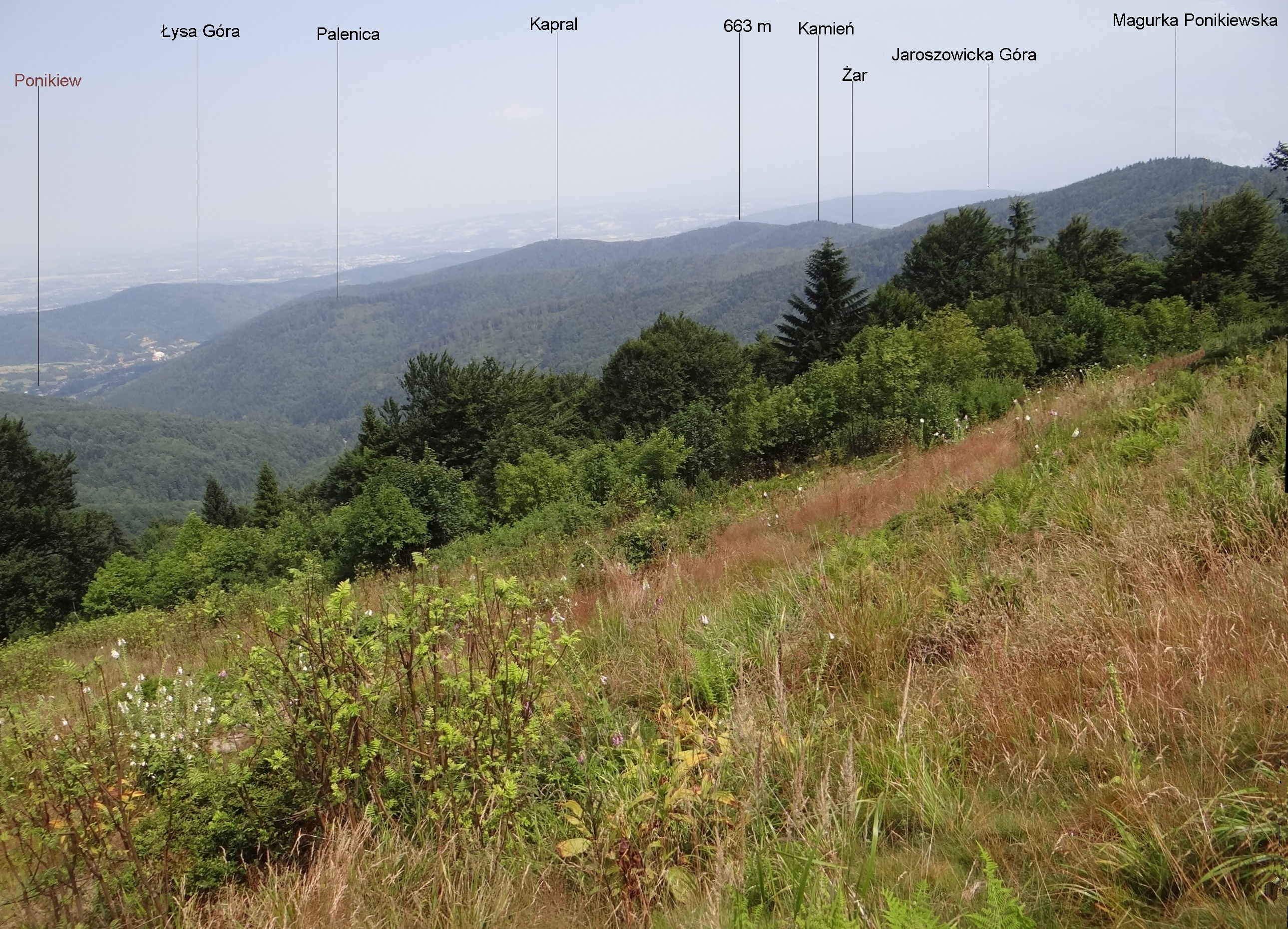
Dolina Rdzawki między grzbietami Palenicy i Magurki Ponikiewskiej

Rdzawka – dolina w Beskidzie Małym w granicach wsi Ponikiew w województwie małopolskim, powiecie wadowickim, w gminie Wadowice. Orograficznie lewe zbocza doliny tworzy grzbiet Magurki, prawy grzbiet Palenicy. Dolina uchodzi do doliny Ponikiewki w jej górnej części, powyżej zabudowań wsi Ponikiew. Jest całkowicie porośnięta lasem. Jej dnem spływa niewielki potok uchodzący do Ponikiewki.